# Сабуэйру
Сабуэйру (порт. Saboeiro) — муниципалитет в Бразилии, входит в штат Сеара. Составная часть мезорегиона Сертойнс-Сеаренсис. Входит в экономико-статистический микрорегион Сертан-ди-Иньямунс. Население составляет 16 791 человек на 2006 год. Занимает площадь 1 383,472 км². Плотность населения — 12,1 чел./км².

## История
Город основан в 1823 году.

## Статистика
- Валовой внутренний продукт на 2003 составляет 24.965.908,00 реалов (данные: Бразильский институт географии и статистики).
- Валовой внутренний продукт на душу населения на 2003 составляет 1.510,16 реалов (данные: Бразильский институт географии и статистики).
- Индекс развития человеческого потенциала на 2000 составляет 0,560 (данные: Программа развития ООН).